# Kellaspitze
Kellaspitze är en bergstopp i Österrike.   Den ligger i distriktet Bludenz och förbundslandet Vorarlberg, i den västra delen av landet, 500 km väster om huvudstaden Wien. Toppen på Kellaspitze är 2 017 meter över havet, eller 151 meter över den omgivande terrängen. Bredden vid basen är 0,96 km.
Terrängen runt Kellaspitze är huvudsakligen bergig. Närmaste större samhälle är Bludenz, 8,3 km sydväst om Kellaspitze. 
Trakten runt Kellaspitze består i huvudsak av gräsmarker. Runt Kellaspitze är det ganska glesbefolkat, med 47 invånare per kvadratkilometer.